# Адрия
 Тази статия е за града в Италия.  За нефтопровода вижте Адрия (нефтопровод).  
А̀дрия (на италиански: Adria) е град и община в северна Италия, провинция Ровиго, регион Венето. Разположен е на 4 m надморска височина. Населението на града е 20 442 души (към 1 март 2010).
От името на града произхожда названието на Адриатическото море.

## Побратимени градове
- Ермон, Франция
- Калиш, Полша
- Лампертайм, Германия
- Малдегем, Белгия
- Ровин, Хърватия от 1982 г.